# Pyrgomantis longissima
Pyrgomantis longissima är en bönsyrseart som beskrevs av Max Beier 1957. Pyrgomantis longissima ingår i släktet Pyrgomantis och familjen Tarachodidae. Inga underarter finns listade i Catalogue of Life.